# ホヤぼーや
ホヤぼーやは、宮城県気仙沼市の観光PRキャラクターである。

## 概要
「気仙沼の食の奥深さや観光をPRする」ことを目的として活動する。
ホヤをモチーフに、剣はサンマ、ベルトはホタテ、マントはサメ皮と気仙沼市の特産品を活かしている。
デザインは山田光正による。

## 名称
気仙沼市ウェブサイトやデザインマニュアルでは「海の子 ホヤぼーや」と記している一方で、「ホヤぼーや」だけの名称も記載している。気仙沼市が商標として登録している名称は「海の子 ホヤぼーや」である。

## キャラクター設定
出典は市制定の「デザインマニュアル」による。 
- 装備 - ホヤのアタマ、ホタテのベルト、サメの皮のマント、サンマの剣

- 性格 - 誰に対しても優しく、素直な性格（ちょっぴり恥ずかしがり屋）
- 仕事 - 海の中では、自然の恵み豊かな気仙沼の海を仲間達と守っている。陸上では気仙沼の特産品や観光をPR
- 趣味 - はまらいんや踊り
- 特技 - サメ乗りサーフィン
- 好きな食べ物 - フカヒレ、カツオ、サンマなど気仙沼の美味しい食材
- 好きな花 - ツツジ、ツバキ、ハマナス
- 好きな言葉 - 「はまらいんや」
- 海の仲間 - サメのリアス号

2019年12月のファンイベントで新しいコスチューム案の人気投票がおこなわれ、「王子様コスチューム」が最多となったことから、2020年秋のイベントより新コスチュームで登場すると発表されていた。2020年11月22日に気仙沼市内で開かれた「あったけホヤぼーや」において、新しいコスチュームが披露された。

## 歴史
制定時期について、2019年現在の気仙沼市役所ウェブサイトは「平成19年7月」（2007年）と記している。一方、市が制定した「デザインマニュアル」では「平成20年の仙台・宮城デスティネーションキャンペーンをきっかけに、一般公募の中から観光キャラクターとして登場」と記載している。
制定後は、看板やポスターなどに起用される。
2011年3月11日、東日本大震災により気仙沼市、東北沿岸一帯に甚大な被害が発生。震災支援で来ていた大勢のボランティアからホヤぼーや商品の問合せが殺到。少ない種類の商品生産が追いつかない状況になり新聞などで報道される。気仙沼を支援してくれた人たちに感謝を伝えるため、全国行脚もおこなった。
2012年5月1日、気仙沼市が観光キャラクター利用促進事業として「アクティブ・ホヤぼーや作戦」を発表する。これにより気仙沼市で独占作成していたホヤぼーや商品ラインナップが大幅に増加。バッジ、バッグ、クッキー、日本酒ラベル、塗り絵、判子など多様な商品に採用される。2017年4月には商業施設「海鮮市場 海の市」内にグッズショップ「ホヤぼーやショップ」がオープンし、「海の子神社」も設けられた。2018年12月の時点で関連商品は約400点と報じられている。
2012年に実施されたゆるキャラグランプリ2012では、全国各地からエントリーした880のキャラクターの中で、東北勢で1位となる全体26位と健闘した。
2015年より気仙沼市はホヤぼーや宛の年賀状の受付を開始し、2019年の正月には過去最多となる1054通が送られた。2020年はさらに増加し、1847通と最多記録を更新した。2021年は前年に新型コロナウイルス流行によりイベントでの露出が激減した影響もあり、1580通と前年より267通が減少したものの、市の観光課は「東北のキャラクターではナンバーワン」としている。全員に返信が発送されるほか、抽選でオリジナルグッズが当たる特典も設けられている。2022年は、連続テレビ小説『おかえりモネ』の効果もあいまって、初めて2000通を超える過去最多の2005通が届いた。その後も受信数は更新され、2023年には2229通、2024年には2426通が届けられている。2025年は前年から若干の減少となる2294通であった。
気仙沼で撮影した経験を持つ映画・ドラマ監督の堤幸彦や木村ひさしは、震災復興支援として複数の自作でホヤぼーやを登場させており、木村が監督を務めた2018年のテレビドラマ「99.9-刑事専門弁護士-」(SEASON2)に登場した際には地元紙にも取り上げられた。前記の年賀状について、2018年は前年の倍以上に急増したが、その理由の一つにこのドラマ（1月放映開始）があったと報じられている。
2022年4月、誕生から15年を迎えることを記念して公式ウェブサイトが開設された。